# Parigi-Nizza 1967
La Parigi-Nizza 1967, venticinquesima edizione della corsa, si svolse dall'8 al 15 marzo su un percorso di 1 104 km ripartiti in otto tappe. Fu vinta dal britannico Tom Simpson davanti al francese Bernard Guyot e al tedesco Rolf Wolfshohl. Si trattò della prima vittoria di un ciclista britannico in questa competizione.

## Tappe
| Tappa  | Data     | Percorso                            | km    | Vincitore di tappa | Leader cl. generale |
| ------ | -------- | ----------------------------------- | ----- | ------------------ | ------------------- |
| 1ª     | 8 marzo  | Athis-Mons > Châteaurenard          | 146   | Guido Reybrouck    | Guido Reybrouck     |
| 2ª     | 9 marzo  | Châteaurenard > Château-Chinon      | 148   | Eddy Merckx        | Eddy Merckx         |
| 3ª     | 10 marzo | Lucy-sur-Cure > Saint-Étienne       | 195   | Guido Reybrouck    | Eddy Merckx         |
| 4ª     | 11 marzo | Saint-Étienne > Bollène             | 183   | Rik Van Looy       | Rolf Wolfshohl      |
| 5ª     | 12 marzo | Bollène > Marignane                 | 172   | André Desvages     | Rolf Wolfshohl      |
| 6ª     | 13 marzo | Marignane > Hyères                  | 142   | Eddy Merckx        | Tom Simpson         |
| 7ª     | 14 marzo | Hyères > Antibes                    | 168   | André Desvages     | Tom Simpson         |
| 8ª     | 15 marzo | Antibes > Nizza (cron. individuale) | 28    | Bernard Guyot      | Tom Simpson         |
| Totale | Totale   | Totale                              | 1 104 |                    |                     |

## Dettagli delle tappe

### 1ª tappa
- 8 marzo: Athis-Mons > Châteaurenard – 146 km

| Pos. | Corridore         | Squadra   | Tempo    |
| ---- | ----------------- | --------- | -------- |
| 1    | Guido Reybrouck   | Romeo     | 3h31'01" |
| 2    | Adriano Durante   | Salvarani | s.t.     |
| 3    | Raymond Steegmans | Bic       | s.t.     |

| Pos. | Corridore       | Squadra | Tempo |
| ---- | --------------- | ------- | ----- |
| 1    | Guido Reybrouck | Romeo   |       |

### 2ª tappa
- 9 marzo: Châteaurenard > Château-Chinon – 148 km

| Pos. | Corridore      | Squadra | Tempo    |
| ---- | -------------- | ------- | -------- |
| 1    | Eddy Merckx    | Peugeot | 3h56'20" |
| 2    | Georges Chappe | Mercier | a 1'11"  |
| 3    | Jaak De Boever | Romeo   | a 1'20"  |

| Pos. | Corridore   | Squadra | Tempo |
| ---- | ----------- | ------- | ----- |
| 1    | Eddy Merckx | Peugeot |       |

### 3ª tappa
- 10 marzo: Lucy-sur-Cure > Saint-Étienne – 195 km

| Pos. | Corridore        | Squadra  | Tempo    |
| ---- | ---------------- | -------- | -------- |
| 1    | Guido Reybrouck  | Romeo    | 5h22'05" |
| 2    | Walter Godefroot | Flandria | s.t.     |
| 3    | Jan Janssen      | Pelforth | s.t.     |

| Pos. | Corridore   | Squadra | Tempo |
| ---- | ----------- | ------- | ----- |
| 1    | Eddy Merckx | Peugeot |       |

### 4ª tappa
- 11 marzo: Saint-Étienne > Bollène – 183 km

| Pos. | Corridore        | Squadra   | Tempo    |
| ---- | ---------------- | --------- | -------- |
| 1    | Rik Van Looy     | Willem II | 4h41'52" |
| 2    | Walter Godefroot | Flandria  | s.t.     |
| 3    | Tom Simpson      | Peugeot   | s.t.     |

| Pos. | Corridore      | Squadra | Tempo |
| ---- | -------------- | ------- | ----- |
| 1    | Rolf Wolfshohl | Bic     |       |

### 5ª tappa
- 12 marzo: Bollène > Marignane – 172 km

| Pos. | Corridore       | Squadra  | Tempo    |
| ---- | --------------- | -------- | -------- |
| 1    | André Desvages  | Peugeot  | 4h04'04" |
| 2    | Jan Janssen     | Pelforth | s.t.     |
| 3    | Guido Reybrouck | Romeo    | s.t.     |

| Pos. | Corridore      | Squadra | Tempo |
| ---- | -------------- | ------- | ----- |
| 1    | Rolf Wolfshohl | Bic     |       |

### 6ª tappa
- 13 marzo: Marignane > Hyères – 142 km

| Pos. | Corridore    | Squadra | Tempo    |
| ---- | ------------ | ------- | -------- |
| 1    | Eddy Merckx  | Peugeot | 3h32'41" |
| 2    | Tom Simpson  | Peugeot | s.t.     |
| 3    | Lucien Aimar | Bic     | a 1'26"  |

| Pos. | Corridore   | Squadra | Tempo |
| ---- | ----------- | ------- | ----- |
| 1    | Tom Simpson | Peugeot |       |

### 7ª tappa
- 14 marzo: Hyères > Antibes – 168 km

| Pos. | Corridore              | Squadra  | Tempo    |
| ---- | ---------------------- | -------- | -------- |
| 1    | André Desvages         | Peugeot  | 4h04'06" |
| 2    | Bernard Vandekerckhove | Pelforth | s.t.     |
| 3    | Guido Reybrouck        | Romeo    | a 25"    |

| Pos. | Corridore   | Squadra | Tempo |
| ---- | ----------- | ------- | ----- |
| 1    | Tom Simpson | Peugeot |       |

### 8ª tappa
- 15 marzo: Antibes > Nizza (cron. individuale) – 28 km

| Pos. | Corridore        | Squadra  | Tempo  |
| ---- | ---------------- | -------- | ------ |
| 1    | Bernard Guyot    | Pelforth | 40'01" |
| 2    | Tom Simpson      | Peugeot  | a 2"   |
| 3    | Jacques Anquetil | Bic      | a 11"  |

| Pos. | Corridore      | Squadra  | Tempo     |
| ---- | -------------- | -------- | --------- |
| 1    | Tom Simpson    | Peugeot  | 29h53'58" |
| 2    | Bernard Guyot  | Pelforth | a 2'07"   |
| 3    | Rolf Wolfshohl | Bic      | a 3'41"   |

## Classifiche finali

### Classifica generale
| Pos. | Corridore        | Squadra                   | Tempo     |
| ---- | ---------------- | ------------------------- | --------- |
| 1    | Tom Simpson      | Peugeot-BP-Michelin       | 29h53'58" |
| 2    | Bernard Guyot    | Pelforth-Sauvage-Lejeune  | a 2'07"   |
| 3    | Rolf Wolfshohl   | Bic                       | a 3'41"   |
| 4    | Lucien Aimar     | Bic                       | a 4'12"   |
| 5    | Jaak De Boever   | Romeo-Smiths-Plume Sport  | a 6'48"   |
| 6    | Rik Van Looy     | Willem II-Gazelle / Cynar | a 9'31"   |
| 7    | Italo Zilioli    | Salvarani                 | a 10'17"  |
| 8    | Gilbert Desmet   | Romeo-Smiths-Plume Sport  | a 10'24"  |
| 9    | Walter Godefroot | Flandria-De Clercq        | a 12'23"  |
| 10   | Eddy Merckx      | Peugeot-BP-Michelin       | a 18'46"  |